# Konvergenz (Stochastik)
In der Stochastik existieren verschiedene Konzepte eines Grenzwertbegriffs für Zufallsvariablen. Anders als im Fall reeller Zahlenfolgen gibt es keine natürliche Definition für das Grenzverhalten von Zufallsvariablen bei wachsendem Stichprobenumfang, weil das asymptotische Verhalten der Experimente immer von den einzelnen Realisierungen abhängt und wir es also formal mit der Konvergenz von Funktionen zu tun haben. Daher haben sich im Laufe der Zeit unterschiedlich starke Konzepte herausgebildet, die wichtigsten dieser Konvergenzarten werden im Folgenden kurz vorgestellt.

## Voraussetzungen
Wir werden die klassischen Konvergenzbegriffe immer im folgenden Modell formulieren: Gegeben sei eine Folge {\displaystyle (X_{n})_{(n\in \mathbb {N} )}\;} von Zufallsvariablen, die auf einem Wahrscheinlichkeitsraum {\displaystyle (\Omega ,\Sigma ,P)} definiert sind und in denselben normierten Raum abbilden. Dieser Bildraum wird mit seiner Borel-Algebra in natürlicher Weise zu einem Messraum. Um die Kernaussagen zu verstehen, genügt es, sich stets reelle Zufallsvariablen vorzustellen. Andererseits können die folgenden Definitionen in naheliegender Weise auf den Fall metrischer Räume als Bildraum verallgemeinert werden.
Eine Realisierung dieser Folge wird üblicherweise mit {\displaystyle X_{n}(\omega )} bezeichnet.

## Fast sichere Konvergenz
Der Begriff der fast sicheren Konvergenz ist am ehesten mit der Formulierung für Zahlenfolgen vergleichbar. Er wird vor allem bei der Formulierung von starken Gesetzen der großen Zahlen verwendet.
Man sagt, dass die Folge {\displaystyle X_{n}} fast sicher gegen eine Zufallsvariable {\displaystyle X} konvergiert, falls
{\displaystyle P\left(\lim _{n\to \infty }X_{n}=X\right)=P\left(\left\{\omega \in \Omega \,\left|\,\lim _{n\to \infty }X_{n}(\omega )=X(\omega )\right.\right\}\right)=1}
gilt und schreibt dann  {\displaystyle X_{n}{\xrightarrow {\text{ f. s. }}}X}. Übersetzt bedeutet dies, dass für fast alle Realisierungen der Folge der klassische Konvergenzbegriff bezüglich der Norm gilt.
Die fast sichere Konvergenz entspricht damit der punktweisen Konvergenz μ-fast überall aus der Maßtheorie.

## Konvergenz imp-ten Mittel
Ein integrationstheoretischer Ansatz wird mit dem Begriff der Konvergenz im {\displaystyle p}-ten Mittel verfolgt. Es werden dabei nicht einzelne Realisierungen betrachtet, sondern Erwartungswerte der Zufallsvariablen.
Formal konvergiert {\displaystyle X_{n}\;} im {\displaystyle p}-ten Mittel gegen eine Zufallsvariable {\displaystyle X}, falls
{\displaystyle \lim _{n\rightarrow \infty }E[|X_{n}-X|^{p}]=0}
gilt. Dabei wird {\displaystyle p\geq 1\;} vorausgesetzt. Dies bedeutet, dass die Differenz {\displaystyle X_{n}-X\;} im Lp-Raum {\displaystyle {\mathcal {L}}^{p}(P)} gegen {\displaystyle 0} konvergiert. Man bezeichnet diese Konvergenz daher auch als {\displaystyle {\mathcal {L}}^{p}}-Konvergenz.
Wegen der Ungleichung der verallgemeinerten Mittelwerte folgt für {\displaystyle q>p\;} aus der Konvergenz im {\displaystyle q}-ten Mittel die Konvergenz im {\displaystyle p}-ten Mittel.

## Konvergenz in Wahrscheinlichkeit
Ein etwas schwächerer Konvergenzbegriff ist die stochastische Konvergenz oder Konvergenz in Wahrscheinlichkeit. Wie der Name bereits suggeriert, werden nicht spezielle Realisierungen der Zufallsvariablen betrachtet, sondern Wahrscheinlichkeiten für bestimmte Ereignisse. Eine klassische Anwendung der stochastischen Konvergenz sind schwache Gesetze der großen Zahlen.
Die mathematische Formulierung für reelle Zufallsvariablen lautet: Eine Folge {\displaystyle (X_{n})_{n\in \mathbb {N} }\;} von reellen Zufallsvariablen konvergiert stochastisch gegen eine Zufallsvariable {\displaystyle X}, falls
{\displaystyle \forall \varepsilon >0\colon \lim _{n\to \infty }P(\vert X_{n}-X\vert >\varepsilon )=0}
gilt. Für die Konvergenz in Wahrscheinlichkeit werden meist folgende Schreibweisen verwendet: {\displaystyle \operatorname {P-lim} _{n\rightarrow \infty }\,X_{n}=X\;} oder {\displaystyle \operatorname {plim} (X_{n})=X} oder {\displaystyle X_{n}{\stackrel {P}{\rightarrow }}X}.
Die stochastische Konvergenz entspricht der Konvergenz dem Maße nach aus der Maßtheorie.

## Schwache Konvergenz
Der vierte prominente Konvergenzbegriff ist der der Konvergenz in Verteilung, manchmal auch schwache Konvergenz (für Zufallsvariablen) genannt. Er entspricht der schwachen Konvergenz für Maße der Maßtheorie.
Eine Folge von Zufallsvariablen {\displaystyle X_{n}\;} konvergiert in Verteilung gegen die Zufallsvariable {\displaystyle X}, wenn die Folge der induzierten Bildmaße {\displaystyle \mu _{n}(A):=P(X_{n}\in A)} schwach gegen das Bildmaß  {\displaystyle \mu (A):=P(X\in A)} konvergiert. Das heißt, für alle stetigen beschränkten Funktionen {\displaystyle f} gilt
{\displaystyle \lim _{n\to \infty }E(f\circ X_{n})=E(f\circ X)}.
Für reelle Zufallsvariable ist nach dem Satz von Helly-Bray die folgende Charakterisierung äquivalent dazu: Für die Verteilungsfunktionen {\displaystyle F_{n}} von {\displaystyle X_{n}} und {\displaystyle F} von {\displaystyle X} gilt
{\displaystyle \lim _{n\to \infty }F_{n}(x)=F(x)}
an allen Stellen {\displaystyle x\in \mathbb {R} }, an denen {\displaystyle F} stetig ist. Die wohl bekanntesten Anwendungen der Konvergenz in Verteilung sind zentrale Grenzwertsätze.
Da die Konvergenz in Verteilung ausschließlich durch die Bildmaße bzw. durch die Verteilungsfunktion der Zufallsvariablen definiert sind, ist es nicht notwendig, dass die Zufallsvariablen auf demselben Wahrscheinlichkeitsraum definiert sind.
Als Notation verwendet man in der Regel {\displaystyle X_{n}{\stackrel {w}{\rightarrow }}X} oder {\displaystyle X_{n}{\stackrel {\mathcal {D}}{\rightarrow }}X}, manchmal aber auch {\displaystyle X_{n}\implies X}. Die Buchstaben „W“ bzw. „D“ stehen dabei für die entsprechenden Begriffe im Englischen, also weak convergence bzw. convergence in distribution.

## Zusammenhang zwischen den einzelnen Konvergenzarten
In der Reihe der wichtigsten Konvergenzbegriffe in der Stochastik stellen die beiden zuerst vorgestellten Begriffe die stärksten Konvergenzarten dar. Sowohl aus fast sicherer Konvergenz als auch aus Konvergenz im p-ten Mittel lässt sich immer die stochastische Konvergenz einer Folge von Zufallsvariablen ableiten. Ferner folgt aus stochastischer Konvergenz automatisch auch die Konvergenz in Verteilung, die die schwächste der hier vorgestellten Konvergenzarten ist. Kompakt gilt also
{\displaystyle {\begin{matrix}{\text{Fast sichere}}\\{\text{Konvergenz}}\end{matrix}}\implies {\begin{matrix}{\text{Konvergenz in}}\\{\text{Wahrscheinlichkeit}}\end{matrix}}\implies {\begin{matrix}{\text{Konvergenz in}}\\{\text{Verteilung}}\end{matrix}}}
und
{\displaystyle {\begin{matrix}{\text{Konvergenz im}}\\{\text{p-ten Mittel}}\end{matrix}}\implies {\begin{matrix}{\text{Konvergenz in}}\\{\text{Wahrscheinlichkeit}}\end{matrix}}\implies {\begin{matrix}{\text{Konvergenz in}}\\{\text{Verteilung}}\end{matrix}}}.
In Ausnahmefällen gelten auch noch andere Implikationen: Wenn eine Folge von Zufallsvariablen in Verteilung gegen eine Zufallsvariable X konvergiert und X fast sicher konstant ist, dann konvergiert diese Folge auch stochastisch.
Aus der Konvergenz im p-ten Mittel folgt im Allgemeinen nicht die fast sichere Konvergenz. Umgekehrt lässt sich aus fast sicherer Konvergenz im Allgemeinen auch keine Konvergenz im p-ten Mittel schließen. Allerdings ist dieser Schluss erlaubt, wenn es eine gemeinsame Majorante in {\displaystyle L^{p}} gibt (siehe Satz von der majorisierten Konvergenz). Eine Folge von Zufallsvariablen konvergiert genau dann in {\displaystyle L^{1}}, wenn sie stochastisch konvergiert und gleichgradig integrierbar ist.

## Beispiel
Auf dem Wahrscheinlichkeitsraum {\displaystyle (\Omega ,\Sigma ,P)} mit {\displaystyle \Omega =[0,1]}, {\displaystyle \Sigma } den Borelmengen und {\displaystyle P} dem Borel-Lebesgue-Maß betrachte man die Zufallsvariable {\displaystyle X(\omega )=0} sowie die Folge {\displaystyle X_{n}(\omega )} der Zufallsvariablen, die für {\displaystyle n=2^{k}+m} mit {\displaystyle 0\leq m<2^{k}} (jedes natürliche {\displaystyle n} besitzt eine eindeutige Zerlegung dieser Art) folgendermaßen definiert ist:
{\displaystyle X_{n}(\omega )={\begin{cases}1&{\text{falls }}{\frac {m}{2^{k}}}\leq \omega \leq {\frac {m+1}{2^{k}}}\\0&{\text{sonst.}}\end{cases}}}
Die Funktionen {\displaystyle X_{n}} sind sozusagen immer dünner werdende Zacken, die über das Intervall {\displaystyle [0,1]} laufen.
Wegen
{\displaystyle E[|X_{n}-X|^{p}]=\int _{0}^{1}|X_{n}(\omega )-0|^{p}d\omega ={\frac {1}{2^{k}}}\to 0}
konvergiert {\displaystyle X_{n}} im p-ten Mittel gegen {\displaystyle X}. Aus dem oben beschriebenen Zusammenhang zwischen den einzelnen Konvergenzarten folgt, dass  {\displaystyle X_{n}} ebenso stochastisch gegen {\displaystyle X} konvergiert, wie sich auch aus
{\displaystyle P(|X_{n}-X|>\varepsilon )={\begin{cases}{\frac {1}{2^{k}}}\;&{\text{für}}\;0<\varepsilon \leq 1\\0\;&{\text{für}}\;\varepsilon >1\end{cases}}}
und wegen {\displaystyle k\rightarrow \infty } für {\displaystyle n\rightarrow \infty }, also
{\displaystyle P(|X_{n}-X|>\varepsilon )\leq {\frac {1}{2^{k}}}\to 0\;{\text{für jedes}}\;\varepsilon >0}
erkennen lässt.
Für jedes fixe {\displaystyle \omega \in [0,1]} gilt aber {\displaystyle X_{n}(\omega )=1} für unendliche viele {\displaystyle n}, ebenso ist {\displaystyle X_{n}(\omega )=0} für unendlich viele {\displaystyle n}, sodass also keine fast sichere Konvergenz von {\displaystyle X_{n}} vorliegt. Zu jeder Teilfolge {\displaystyle X_{n_{i}}} von {\displaystyle X_{n}} lässt sich allerdings eine Teilteilfolge {\displaystyle X_{n_{i_{j}}}} finden, die fast sicher gegen {\displaystyle X} konvergiert. Gäbe es eine Topologie der fast sicheren Konvergenz, so würde aus dieser Eigenschaft folgen, dass {\displaystyle X_{n}}  fast sicher gegen {\displaystyle X} konvergiert. Dieses Beispiel zeigt also auch, dass es keine Topologie der fast sicheren Konvergenz geben kann.